# Andrés Landero
Andrés Gregorio Guerra Landero (né le 4 février 1932 à San Jacinto, Bolívar, décédé le 1er mars 2000 à Carthagène des Indes) est un musicien et compositeur colombien. Il était connu sous le nom de « El Rey de la cumbia » (le roi de la cumbia).

## Biographie
Andrés Landero est né à San Jacinto, son père était le joueur de cornemuse Andrés Guerra et sa mère Rosalba Landero. À la maison, il a grandi dans un environnement musical. Dès l'âge de huit ans, il prend l'habitude de visiter les montagnes et apprend les sons de la nature, ce qui l'a aidé plus tard dans sa veine artistique en tant que compositeur. En 1950, il commence sa carrière. Parallèlement, il s'est fait connaître en tant qu'interprète en participant à toutes les festivités et corralejas qui avaient lieu dans ces villes. Depuis sa jeunesse, il jouait de l'accordéon. Il a acheté son premier accordéon à Pacho Rada. Il est chargé par Delia Zapata Olivella de faire partie de son groupe de danse qui était en tournée en Europe. Il se souvient également de La Hamaca grande, composée par Adolfo Pacheco, car il l'a arrangée et a été le premier à la jouer.
Il forme son propre groupe et commence à participer à des concours auxquels il ressort vainqueur. Il est proclamé « Rey de la cumbia » (« roi de la cumbia ») à El Banco, Magdalena, « Rey sabanero » à Sincelejo, « Rey » à Arjona, Bolívar (1969) et « Rey del festival bolivarense del acordeón » (1968). Il participera cinq fois au Festival de la Leyenda Vallenata, obtenant deux secondes places et deux troisièmes places. Son premier groupe est formé avec Eduardo Lora comme chanteur, Carlos Caro à la guacharaca et José Tobías à la caja. Les voyages commencent et Landero se rend au Venezuela, au Panama, en République dominicaine et au Mexique. Au Mexique, il est déclaré « Rey de la cumbia ».
Il était populaire en Colombie et à l'étranger, notamment aux États-Unis où les colonies colombiennes étaient toujours au courant de ses performances et de ses enregistrements. Parmi ses admirateurs, qui comptaient des personnalités du monde des arts et de la littérature, se trouvaient également d'importants hommes politiques. Il décède d'une crise cardiaque le 1er mars 2000 à Carthagène des Indes après avoir été hospitalisé dans la même ville.